# Coelian
Coelian (Flakpanzer 341) byl nedokončený prototyp německého samohybného protiletadlového děla za druhé světové války. 

## Vývoj
Vývoj tohoto stroje začal v květnu 1942. První varianta měla být postavena na podvozku tanku Panzer V Panther. Měla nést čtveřici kanónů MG151/20. Tento návrh nepřekročil fázi studie, avšak na jeho bázi  byl postaven zcela nový stroj. Ten měl nést dvojici kanónů Flakzwiling 44 ráže 37 mm. V roce 1943 se pracovalo na jeho prototypu, který byl ještě téhož roku dokončen. Měl pouze dřevěnou maketu věže, protože konstrukce skutečné věže byla velmi problematická. Kvůli tomu později zbrojní úřad celý projekt zrušil.

## Technické údaje
- rychlost: 55 km/h na silnici
- motor: MAYBACH HL230 P30
- výkon: 690 hp
- délka: 6,87  m
- šířka: 3,27 m
- výška: 2,8 m
- hmotnost: 44 000 kg
- pancéřování: 40–80 mm
- osádka: 5
- hlavní výzbroj: 2x Flakzwiling 44 ráže 37 mm
- sekundární výzbroj: 1x MG 34 ráže 7,92 mm